# Melanostomias niger
Melanostomias niger es una especie de pez de la familia Stomiidae en el orden de los Stomiiformes.

## Morfología
Los machos pueden llegar alcanzar los 26 cm de longitud total.

## Hábitat
Es un pez de mar y de aguas profundas.

## Distribución geográfica
Se encuentra en Australia, Nueva Zelanda;  desde Namibia  hasta Sudáfrica; el Atlántico sur (entre 20 ° y 50 ° S) y el Pacífico.